# 飯塚駐屯地
飯塚駐屯地（いいづかちゅうとんち、JGSDF Camp Iiduka）とは、福岡県飯塚市津島282に所在し、第2高射特科団等が駐屯する陸上自衛隊の駐屯地である。

## 概要
駐屯地司令は、第2高射特科団長が兼務。第5施設団により建設された駐屯地で、最寄の演習場は、西山訓練場。

## 沿革
陸上自衛隊飯塚駐屯地
- 1966年（昭和41年）
  - 2月21日：飯塚駐屯地開設[1]。

  1. 第2施設群本部が小郡駐屯地から移駐。第2施設群長が駐屯地司令に職務指定[2] 。
  2. 第108施設大隊、飯塚駐屯地業務隊、第422会計隊、第394基地通信隊が小倉駐屯地から移駐[2]。
  3. 第3特科群第114特科大隊が玖珠駐屯地から移駐[2]。
  4. 警務隊、調査隊が新編[2]。

  - 3月1日：第2施設群長が隊区担当部隊長として筑豊警備隊区（4市20町1村）を第19普通科連隊長から移管され、第4師団長の指揮を受けることとなる[2]。
  - 4月12日：駐屯地開庁式が挙行。
- 1970年（昭和45年）8月5日：第116特科大隊が東千歳駐屯地から移駐。
- 1971年（昭和46年）
  - 3月24日：部隊廃止。

  1. 第114特科大隊が廃止。（第126特科大隊（現：第2地対艦ミサイル連隊）として東千歳駐屯地で再編[2]。）
  2. 第116特科大隊が廃止。

  - 3月25日：第3高射特科群が第116特科大隊を母体に新編。
- 1973年（昭和48年）
  - 7月31日：第108施設大隊が廃止。
  - 8月1日：部隊改編[1]。

  1. 第2高射団新編。団本部、本部付隊を新編。第2高射団長が駐屯地司令に職務指定[2]。
  2. 第2施設群が第108施設大隊を母体に新編。
- 1976年（昭和51年）8月20日：称号統一のため、第2高射団から第2高射特科団に称号変更[2]。
- 1978年（昭和53年）11月8日：第304無線誘導機隊が北熊本駐屯地から移駐。
- 1981年（昭和56年）8月：第2施設群第306ダンプ車両中隊が廃止[2]。
- 2000年（平成12年）3月28日：第304坑道中隊が新編され、第2施設群に隷属。
- 2003年（平成15年）
  - 3月26日：第320～第322、第344施設中隊、第310施設機材中隊を廃止。
  - 3月27日：第2施設群が機能別中隊に改編され、第365～第368施設中隊が新編。
- 2010年（平成22年）3月26日：西部方面無人偵察機隊が新編され、西部方面情報隊に隷属。
- 2015年（平成27年）3月26日：西部方面会計隊の改編に伴い、第422会計隊が廃止され、第366会計隊飯塚派遣隊が配置される。
- 2019年（平成31年）3月26日：第3高射特科群第344高射中隊が奄美駐屯地に移駐。
- 2024年（令和06年）3月20日：第2施設群第304坑道中隊を廃止。
- 2025年（令和7年）３月23日：西部方面無人偵察機隊を廃止[3]。

## 駐屯部隊

### 西部方面隊隷下部隊・機関
- 第2高射特科団
  - 第2高射特科団本部
  - 第2高射特科団本部付隊
  - 第3高射特科群（第344高射中隊を除く）
  - 第304無線誘導機隊
- 第5施設団
  - 第2施設群（第368施設中隊を除く）
- 西部方面後方支援隊
  - 第102高射直接支援大隊
    - 第102高射直接支援大隊本部
    - 第102高射直接支援大隊本部付隊
    - 整備隊：第2高射特科団を支援
    - 第1直接支援中隊：第3高射特科群を支援

  - 第103施設直接支援大隊
    - 第1直接支援中隊：第2施設群を支援
- 西部方面システム通信群
  - 第102基地システム通信大隊
    - 第304基地通信中隊
      - 飯塚派遣隊
- 西部方面会計隊
  - 第366会計隊
    - 飯塚派遣隊
- 飯塚駐屯地業務隊

### 防衛大臣直轄部隊
- 警務隊
  - 西部方面警務隊
    - 第134地区警務隊
      - 飯塚派遣隊

### 共同の機関
- 自衛隊福岡地方協力本部
  - 筑豊援護センター

## 最寄の幹線交通
- 高速道路：九州自動車道若宮IC/福岡IC
- 一般道：国道200号、国道201号、国道211号、福岡県道30号飯塚福間線、福岡県道87号岡垣宮田線、福岡県道414号鶴三緒田川線、福岡県道449号口ノ原川島線
- 鉄道：JR九州筑豊本線/後藤寺線新飯塚駅
- 港湾：博多港、北九州港（特定重要港湾）、三池港（重要港湾）、唐津港、宇島港（地方港湾）
- 飛行場：福岡空港（第二種空港）、築城飛行場、芦屋飛行場（その他の飛行場）